# Parnassia scaposa
Parnassia scaposa är en benvedsväxtart som beskrevs av Johannes Mattfeld. Parnassia scaposa ingår i släktet Parnassia och familjen Celastraceae. Inga underarter finns listade.